# توكالا
توّكّالا هي قرية في هيرفنسالمي، شرق فنلندا. وهي تقع على الرقبة من الأراضي الواقعة بين البحيرات سونتي و بوّلا. في الجزء الشمالي الغربي من القرية المنشرة من كويتولا. القرية قد فقدت بعضا من سكانها وفي نفس الوقت مكتب البريد ، واستقال بنك واثنين من المتاجر. في لحظة مخزن تارمو هو المحل الوحيد في القرية. الزراعة تعد مصدرا مهما للرزق، والمزرعتين في القرية على حد سواء تنتج الحليب.

## وصلات خارجية
- الموقع الرسمي

‌